# Parc des Pionniers

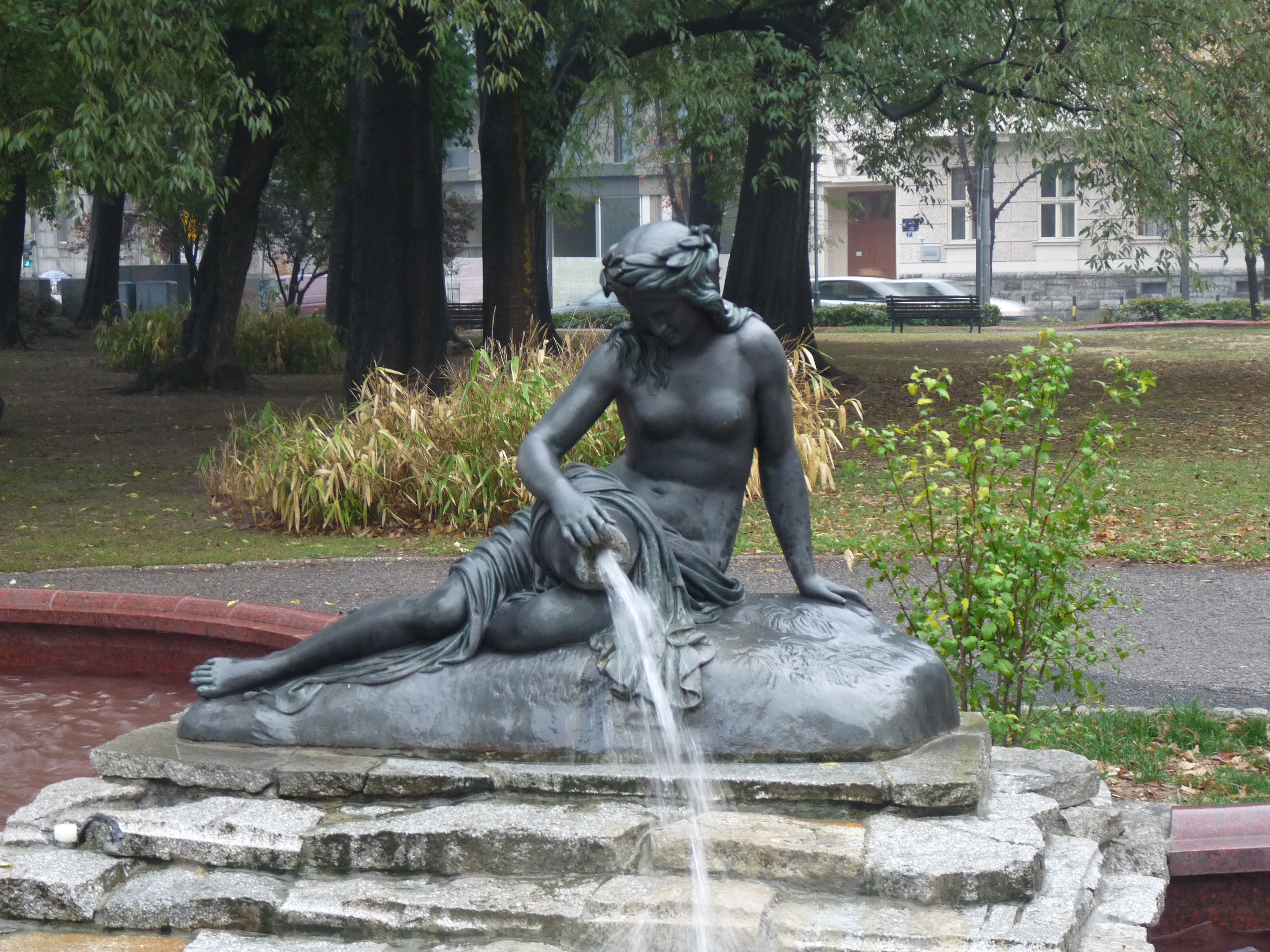

Le parc des Pionniers est l'un des sites archéologiques les plus importants en Serbie. Cela fait plus de cent ans que durent les recherches protectrices et systématiques du Singidunum antique. Malheureusement, au début du XXIe siècle, les connaissances sur cette ville sont encore superficielles par rapport à nos connaissances de l’histoire des autres villes antiques si longtemps recherchées. Une des raisons est que sur l’Antique Singidunum s’est élevée l’actuelle ville de Belgrade qui a détruit les couches de culture antérieures.

## Localité archéologique
Le Singidunum antique était constitué d’un camp militaire, d’un village et d’une nécropole, a été déclaré site archéologique et bien culturel sur décision de l’Institut de protection des monuments culturel no 176/8 depuis le 30/06/1964. Cette ville était un important centre urbain de la province de Mésie supérieur au Ier siècle ap. J.-C. Situé sur la route entre deux grandes villes, Sirmium et Viminacium, Sigidunum se développait comme leur important lien. Sa position stratégique spécifique était une condition préalable pour le développement de la structure urbaine de la ville composée du camp légionnaire, de la nécropole et des activités d’artisanat.
Le fort en pierre de forme trapézoïde, mesurant environ 560 m x 330 m, sur une colline qui surplombe le confluent de la Save et du Danube était le siège de la légion IIII FLAVIAE. La tranchée de défense dans la zone autour de la rue Knez Mihailova faisait partie des travaux de terrassement et de palissade de la fortification du camp d’origine, pour lequel on suppose qu’il devait avoir une surface de 200mx400m.
Le village s’agrandissait et rétrécissait dans le temps, mais dans la période de son plus grand développement, il s’étendait sur le territoire englobant la zone depuis l’actuel Kosancicev Venac, puis la rue du roi Pierre-Uzun Mirko, la place des Étudiants et la surface autour de la Faculté de Philosophie, en allant vers le nord et le nord-est.
Les nécropoles antiques ont également été découvertes sur le territoire de l’actuel Belgrade. Il y en avait trois : l’une plus petite qui se propageait dans la zone autour de l’actuelle rue Pop-Luka, le pont de Branko et Zeleni Venac, la seconde, qui est marquée comme nord-est, occupe la zone des rues de Tadeusz Kosciuszko la pente du Danube jusqu’à la place de la République. La nécropole sud-est commence à partir de la place de la République et se propage par la rue Decanska, le boulevard du Roi Alexandre jusqu’aux Facultés des sciences techniques et le monument à Vuk Karadzic, où il a été trouvé le plus grand nombre de tombes.

## Fouilles archéologiques protégées
Pendant la construction du garage souterrain dans le parc des Pionniers en 2003, des recherches archéologiques ont été réalisées lors desquelles il a été découvert et exploré 15 tombes romaines, 4 creusées librement sans possibilité de déterminer leur date et un sarcophage en pierre.
Ces fouilles ont confirmé que la localité Parc des Pionniers fait partie de la nécropole sud-est du Singidunum Antique, où l’inhumation des morts s’effectuait au cours du IIIe et IVe siècles ap. J.-C. Plusieurs types de structure funéraire y sont représentés :
- Les tombes construites de briques placées horizontalement
- Les tombes de briques mis chant
- Les fosses communes sans structure, à côté desquelles ont été observés des restes de piquets en fer indiquant l’utilisation de structure en bois pour l’enterrement du défunt.

Toutes les structures funéraires ont été construites de briques romaines mesurant 0,40 m x 0,27 m x 0,04 m, liées à la chaux, tandis que l’intérieur a été plâtré de mortier hydrostatique. Certaines d’entre elles ont été décorées de pattes de lapins ou d’encoche ressemblant à la lettre S et beaucoup ont une inscription LEG IIII FF, ce qui indique que les briques ont été fabriquées dans l’atelier local de la 4e légion de Flavius qui était stationnée à Singidunum.
La plupart des structures d’inhumation ont été pillées, probablement au cours des invasions des tribus barbares. Seulement une tombe (celle d’une fillette de 14 ans environ) n’a pas été pillée et a servi de base pour la présentation ultérieure des découvertes archéologiques. Dans cette tombe ont été retrouvés en plus des restes de squelette, des objets placés au cours de l’enterrement : une amphore émaillée, 2 créoles en bronze et une créole en or avec une fermeture.
Parmi les autres découvertes archéologiques mobiles découvertes dans la localité « Parc des Pionniers » doivent être mentionnés : la perle de verre trouvée dans le sarcophage, une pièce de monnaie en bronze avec le visage de Constantin II comme César (324-337) au verso, ainsi qu’un balsamarium de couleur bleu-vert.

## Présentation du matériel archéologique mobile
En 2010, l’Institut pour la protection des monuments culturels de Belgrade a lancé l’initiative de marquage des zones dans lesquelles ont été trouvés des objets et restes à la suite de recherches archéologiques. Le marquage serait effectué de façon que dans la surface du garage souterrain existe une exposition permanente des copies des objets retrouvées. Cette idée a été réalisée le 17 mars 2011 lorsque dans le hall du garage, en face des comptoirs de péage, une vitrine a été placée avec les copies du matériel archéologique mobile qui ne contenait pas seulement celles de la localité Parc des Pionniers mais aussi d’autres sites qui appartenaient à la nécropole sud-est du Singidunum Antique.
Cette exposition est permanente et en mai 2011 ont été ajoutés des objets originaux de la localité Parc des Pionniers. Actuellement dans les vitrines de l’exposition se trouvent : les copies de l’amphore, quelques bols et des lampes à huile et les originaux suivants : briques anciennes, qui appartiennent à la plus ancienne couche culturelle sur cette localité et quelques morceaux de loupes turques appartenant à l’horizon culturel le plus jeune au Parc des Pionniers.
Ceci est la première exposition permanente du matériel archéologique dans le lieu où il a été découvert, avec cela a été réalisée la dernière tâche de l’archéologue-conservateur : la présentation du résultat de ses recherches au public et aux Belgradois, mais aussi aux nombreux visiteurs, un petit segment de la riche histoire de notre ville.

## Galerie

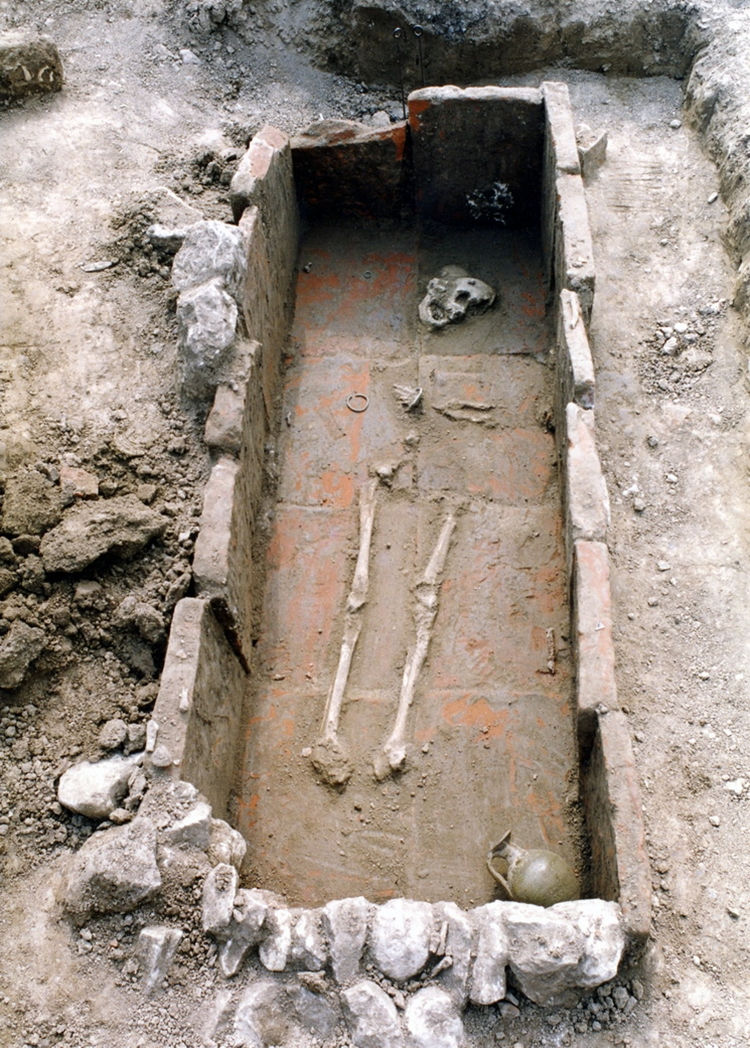
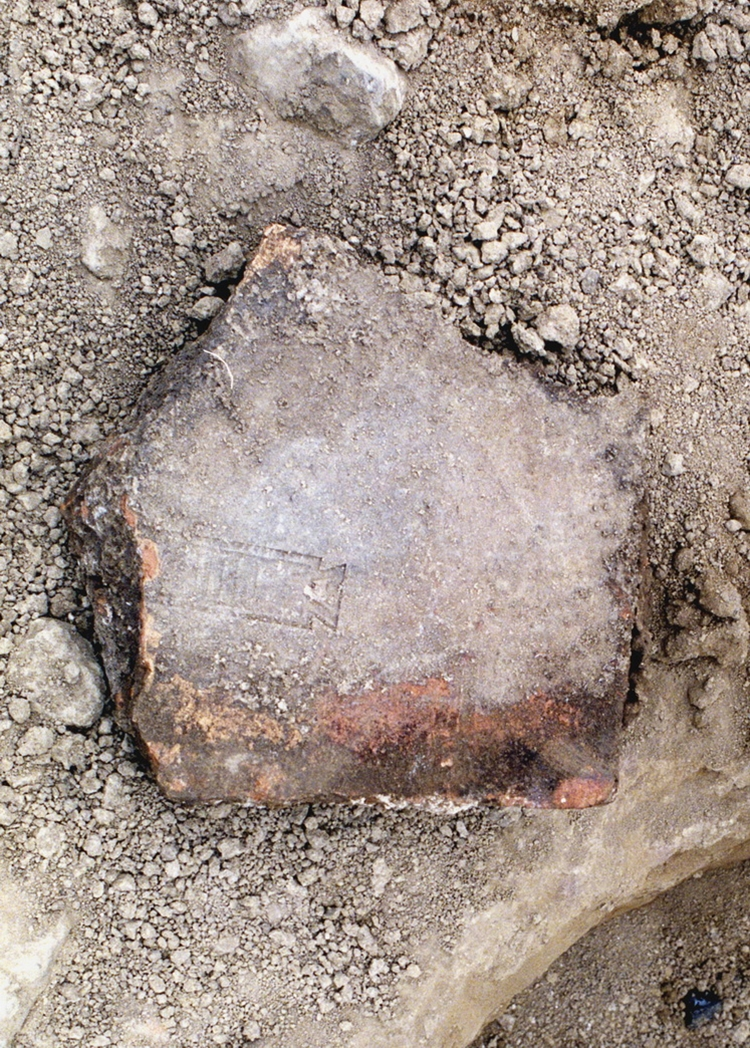
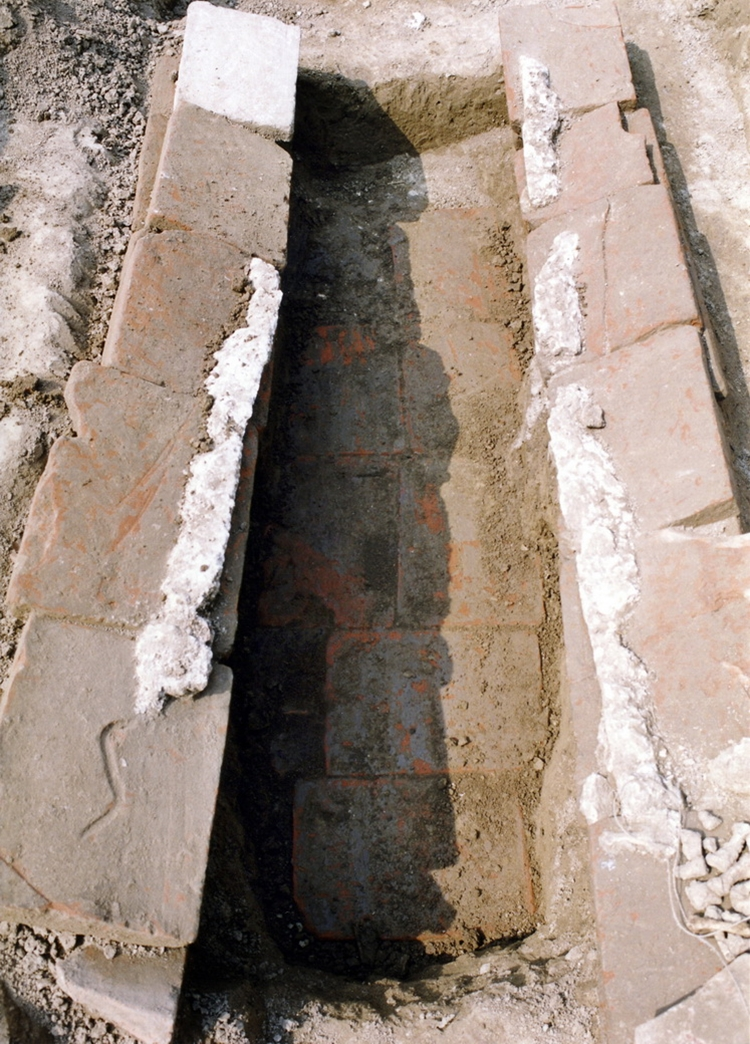
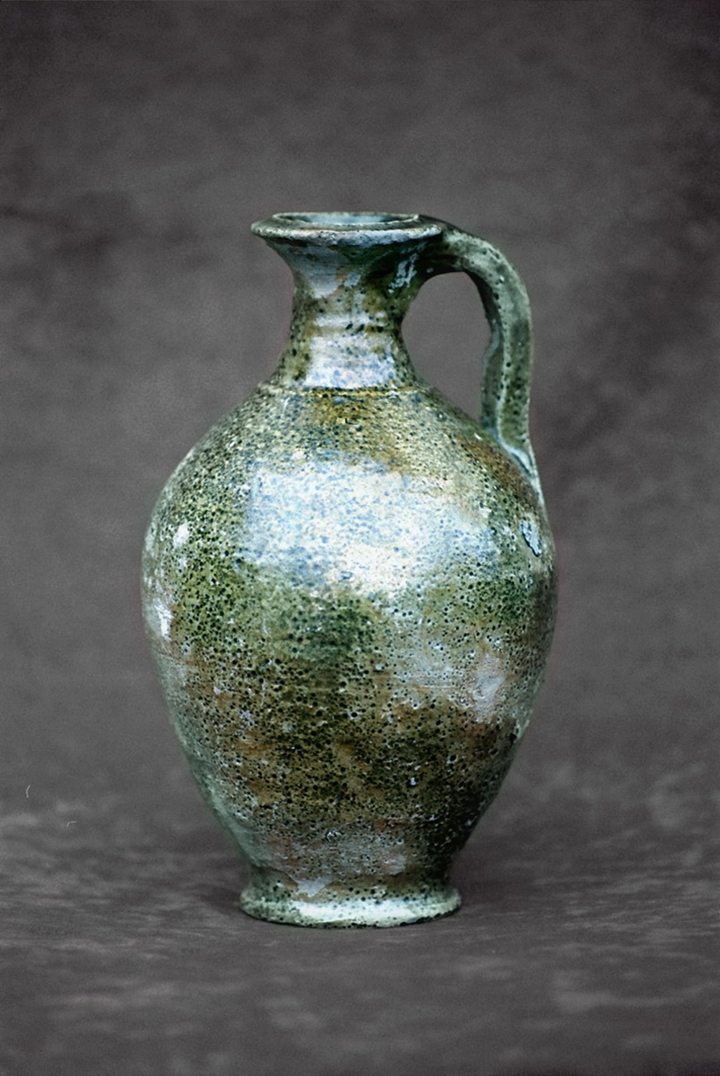
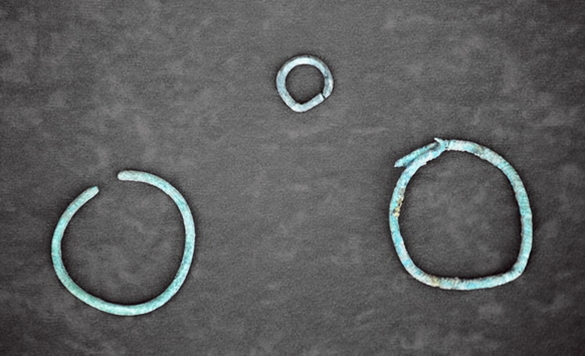
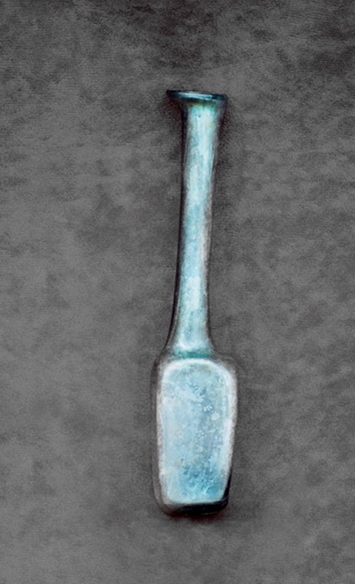
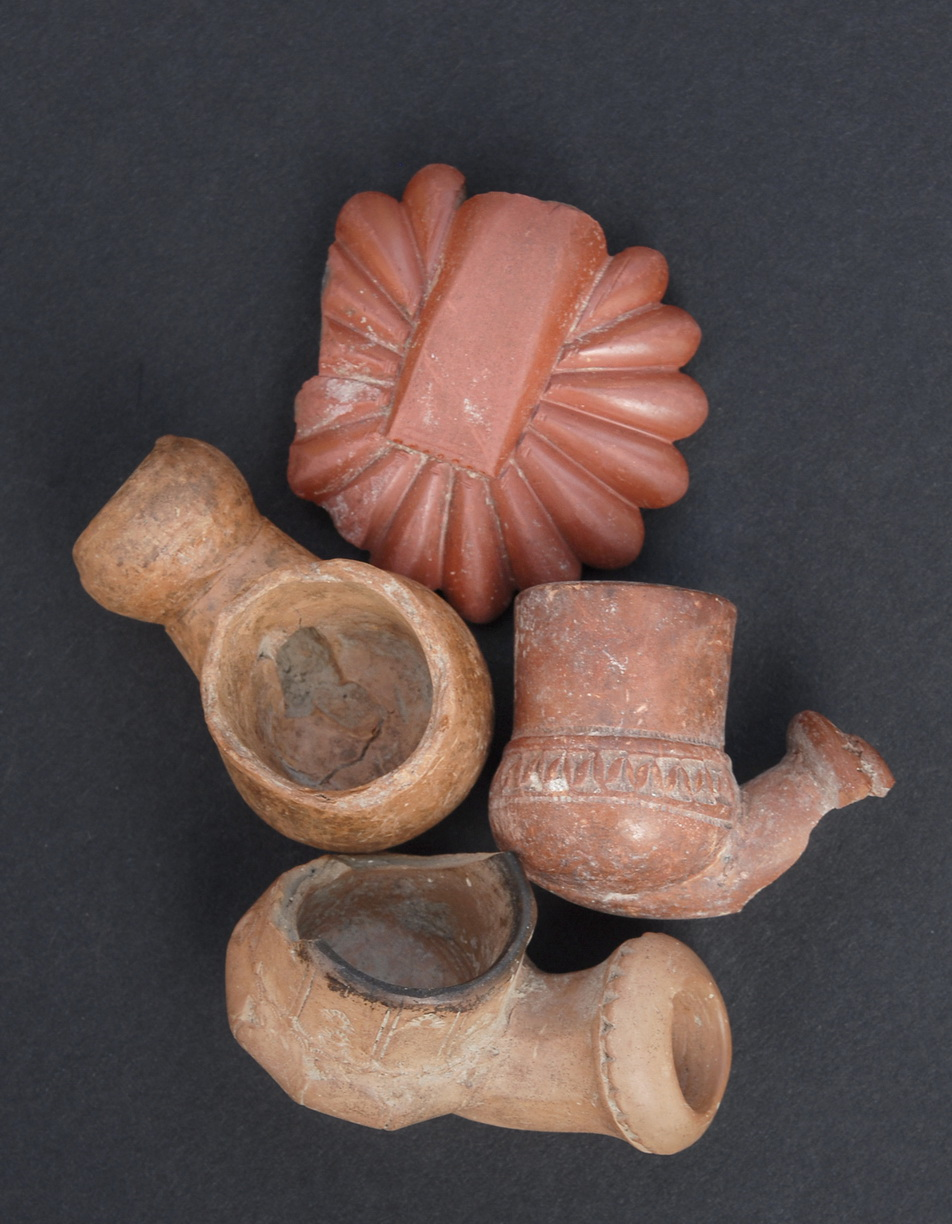
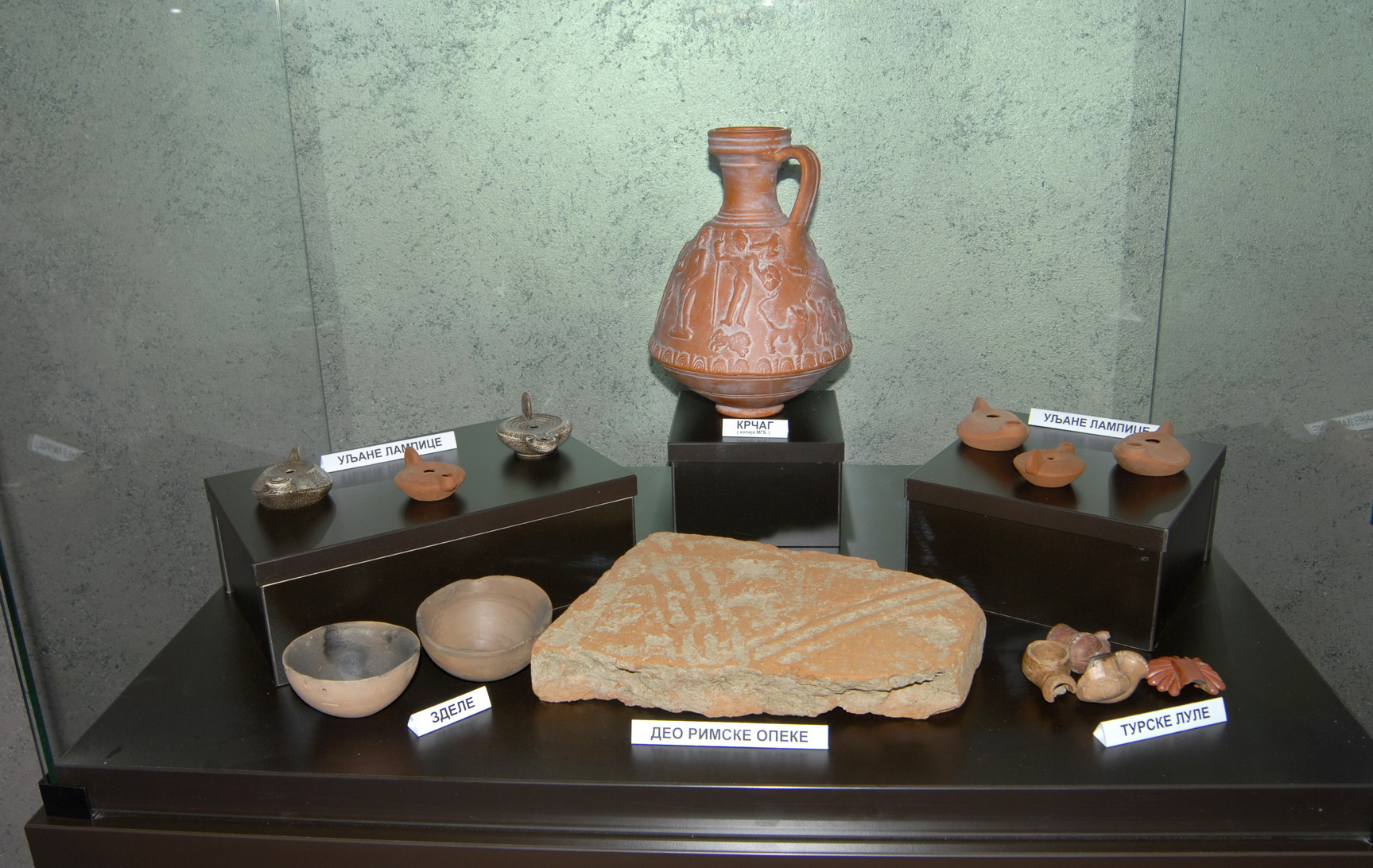
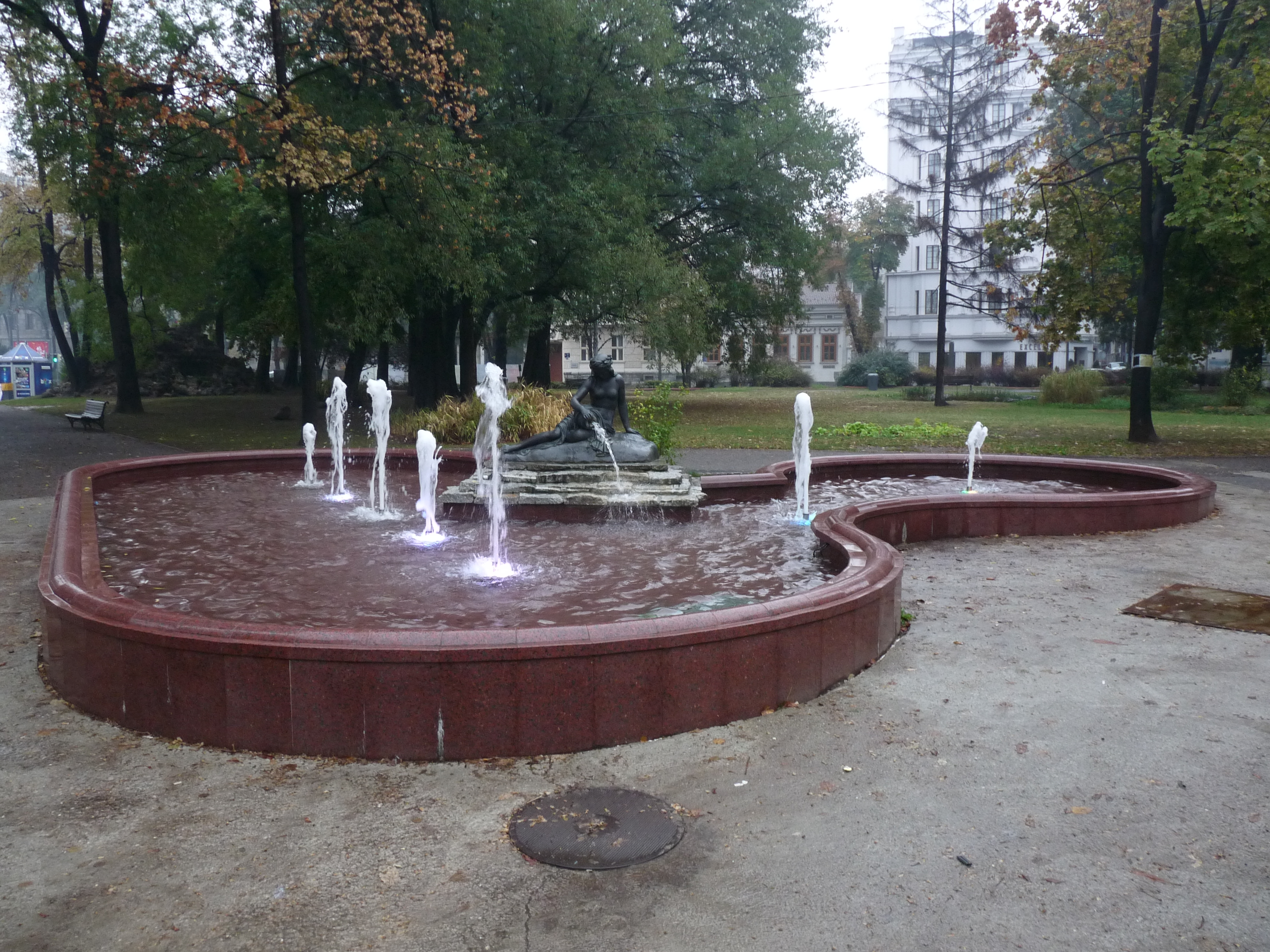
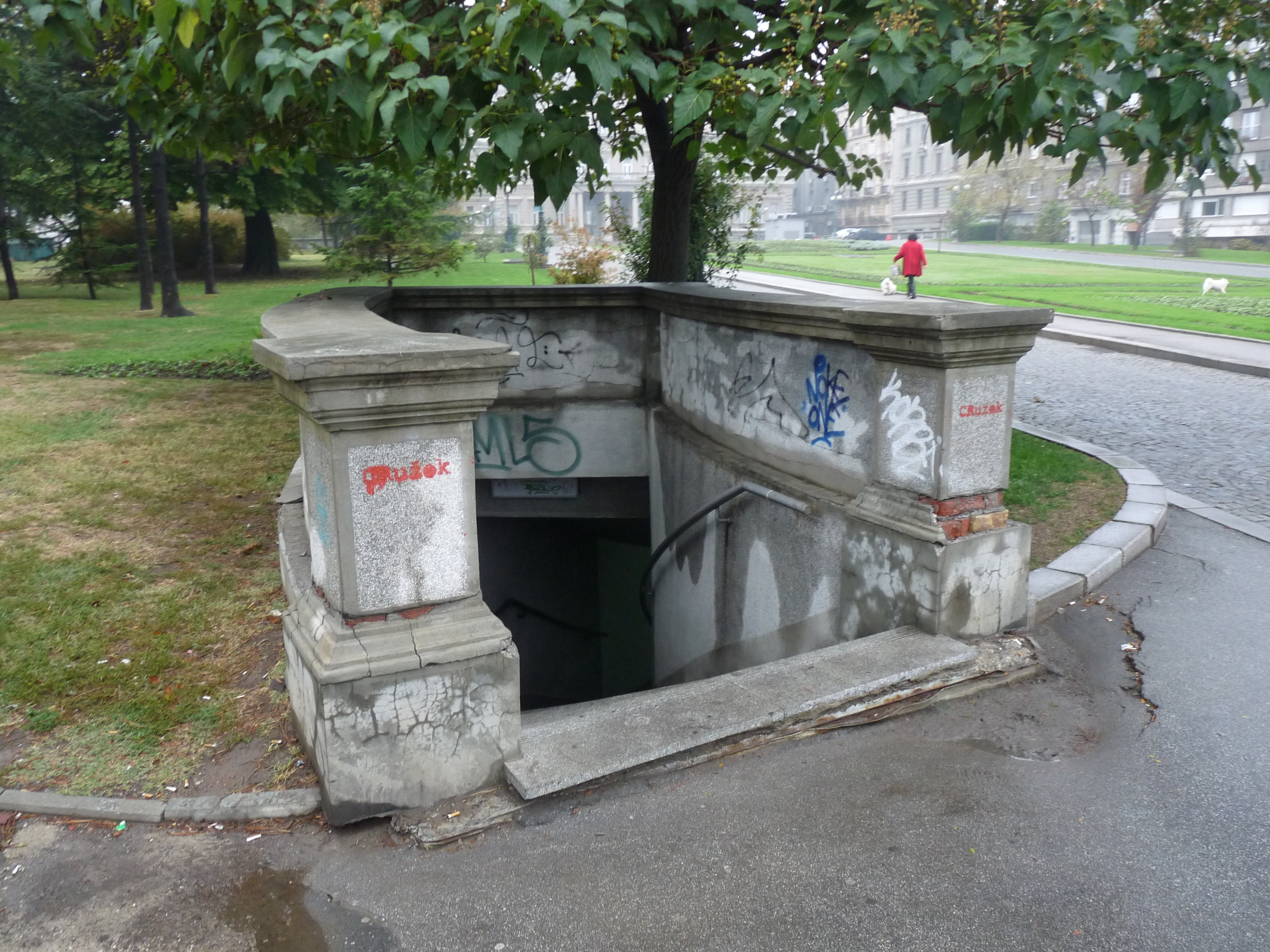
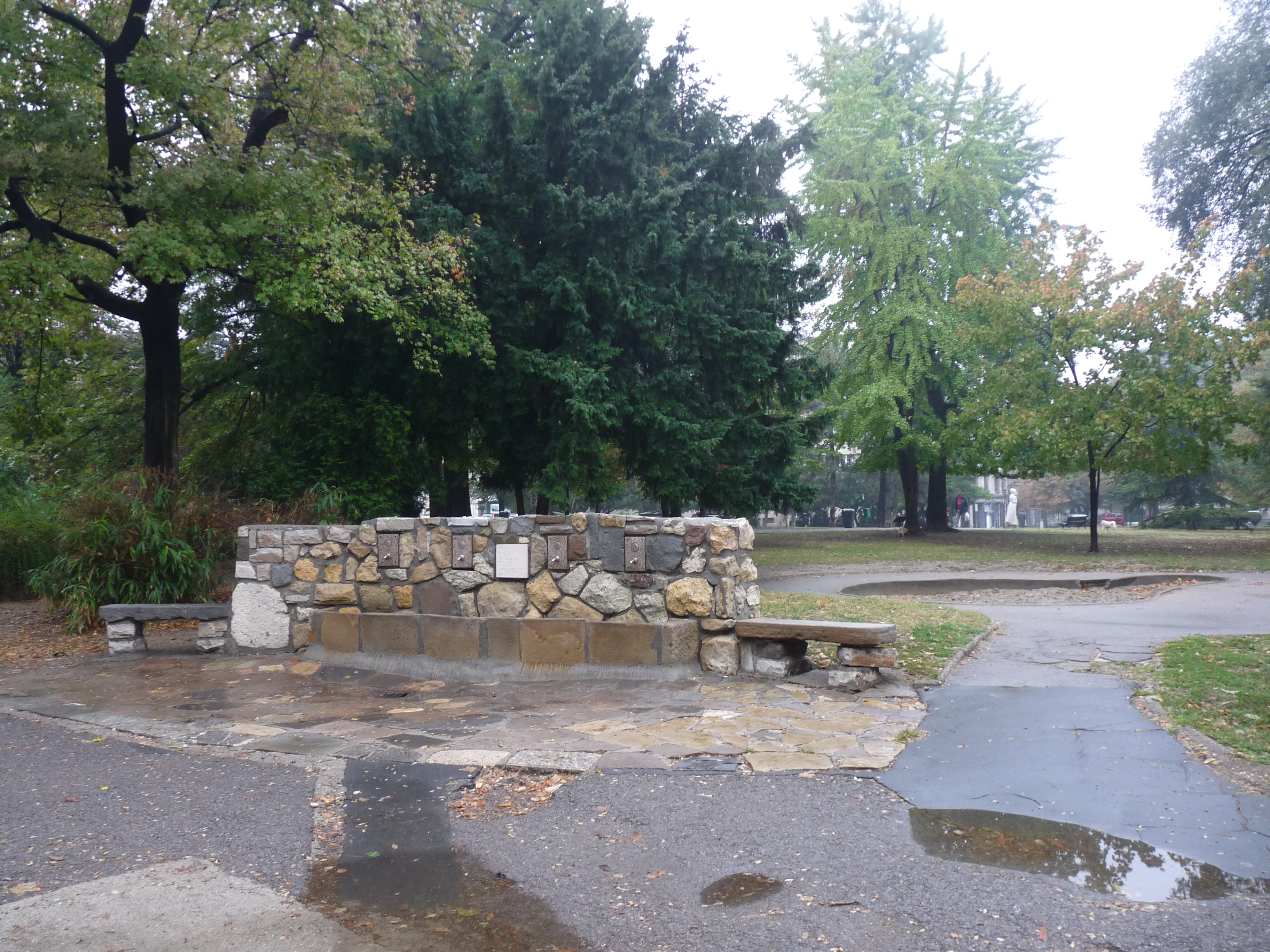